# Monument commémoratif de guerre du Canada
Le Monument commémoratif de guerre du Canada, aussi connu sous le nom de La Réponse, est un grand cénotaphe de granite situé place de la Confédération à Ottawa. Il est le mémorial de guerre national du Canada.
Originellement construit pour commémorer la Première Guerre mondiale, on y a aussi inscrit les dates 1939-1945 en 1982 pour commémorer la Seconde Guerre mondiale ainsi que les dates 1950-1953 pour commémorer la guerre de Corée. De plus, ce monument célèbre les soldats décédés au cours des autres guerres ainsi que lors de missions de paix au sein des casques bleus. La tombe du Soldat inconnu a été ajoutée au mémorial en l'an 2000.

## Histoire

### Concours
Un concours a eu lieu en 1925 afin de trouver le meilleur concept pour un mémorial dédié à la Première Guerre mondiale. La sélection des participants se limitait aux résidents de l'Empire britannique qui étaient soit sujets britanniques ou citoyens de pays alliés. Le concours a reçu 127 soumissions desquelles sept se sont vu demander de construire une maquette pour le jugement final.
Le gagnant, annoncé en janvier 1926, a été Vernon March de Farnborough au Royaume-Uni. Sa thématique a été de représenter la réponse du Canada face à la guerre. Il a donc symbolisé cette réponse en faisant traverser un arc de triomphe par des militaires de toutes disciplines tout en évitant délibérément de glorifier la guerre.
Symboliquement, deux allégories de 5,33 mètres de haut représentant la paix et la liberté se trouvent au sommet de l'arc. Leur proximité représentant le fait que ces deux concepts sont inséparables. Donc sous la paix et la liberté, les 22 militaires provenant de tous les services participants à la Première Guerre mondiale marchent vers l'appel de leur devoir. Afin d'éviter aux piétons un problème de perspective où les figures apparaîtraient plus courtes qu'en réalité, le groupe de soldats est placé à une hauteur spécifique au-dessus du niveau du sol. Chaque personnage fait approximativement 2,4 mètres de haut. Au front se trouvent les fantassins, à la gauche un fusilier Lewis, à droite un soldat en kilt tenant une mitrailleuse lourde Vickers. Viennent ensuite un aviateur tout équipé et un mécanicien d'avion. Un cavalier débouche de l'arcade. À ses côtés se trouve un canonnier monté et, à l'arrière, une pièce d'artillerie de campagne à obus de 8,16 kilogrammes. Un matelot marche à la gauche de l'aviateur. Deux fusiliers passent dans l'arcade suivis des hommes et des femmes des services auxiliaires, dont des infirmières, un brancardier et un bûcheron tenant un grappin. Le socle et l'arcade sont entièrement fait de granite canadien du genre rose-gris, provenant de la carrière Dumas à Rivière-à-Pierre, près de Québec, car ce granit ne comporte pratiquement pas de fer, propriété qui le rend moins sujet aux taches.

### Construction

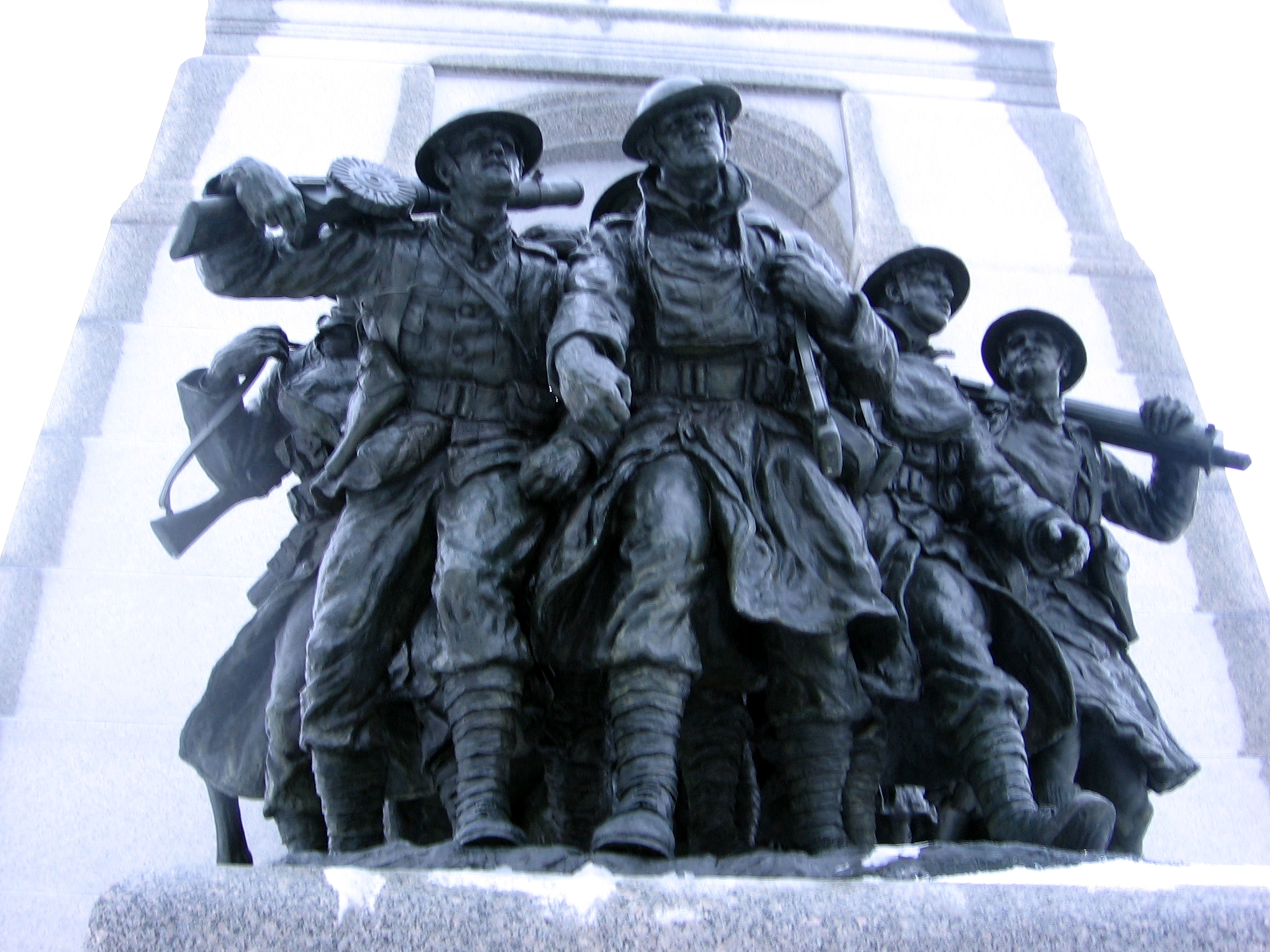
Gros plan des soldats traversant l'arc de triomphe

Les travaux ont commencé en 1926 sous les auspices de Travaux publics et Services gouvernementaux Canada. Vernon March a eu l'assistance de ses six frères ainsi que l'assistance de sa sœur qui ont tous complété le travail malgré la mort prématurée de Vernon March en 1930. Les sculptures ont d'abord été faites en argile pour ensuite être moulées.  Le bronze a ensuite été coulé dans la fonderie des March. Tout ce travail a été complété en juillet 1932. Après une période d'exposition à Hyde Park causé par un retard des préparations du site canadien ainsi qu'une période d'entreposage dans la fonderie, les statues ont finalement été expédiées à Ottawa en 1937.
Le contrat pour la construction de l'arcade a été donné en décembre 1937 et l'entièreté du cénotaphe a été complété le 19 octobre 1938. Par la suite, il ne restait plus qu'à terminer l'aménagement du secteur environnant. Monsieur Jacques Greber, qui avait été désigné pour préparer les plans du réaménagement de la ville d'Ottawa, fut retenu à titre d'expert-conseil. Le gouvernement adjugea à la société A.W. Robertson Limited, entrepreneurs de Toronto, le contrat relatif à la terrasse, aux allées ainsi qu'au nivellement de l'emplacement où l'on a utilisé sept sortes de granite canadien. Tout était prêt au moment de la visite royale au printemps de 1939. 
Le Monument commémoratif de guerre du Canada fut officiellement dévoilé par Sa Majesté le roi George VI, à onze heures le dimanche 21 mai 1939 devant quelque 100 000 témoins. Cet évènement et la tournée organisée du même coup marquaient la première fois qu'un monarque régnant sur le Canada visitait le pays.
La hauteur totale du Monument à partir du sol jusqu'à l'extrémité des ailes des figures de bronze qui le surmontent est d'environ 21,34 mètres. La longueur totale du degré inférieur du piédestal est de 15,9 mètres tandis que la largeur en est de 8,08 mètres. L'arcade a 3,05 mètres de largeur, 2,44 mètres de profondeur et 8,03 mètres de hauteur. La construction a requis 503 tonnes de granite et 32 tonnes de bronze. Le Monument repose sur un bloc massif de béton armé, lequel s'appuie à son tour sur des colonnes d'acier enfoncées jusqu'au roc.

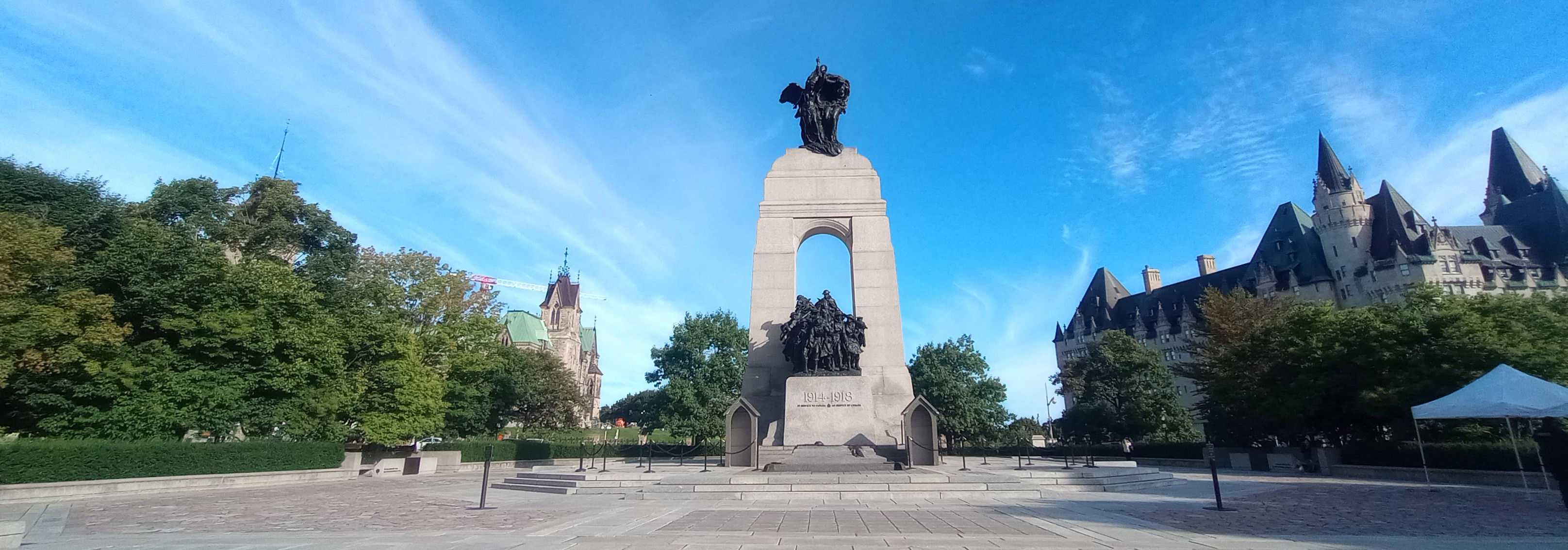
Vue générale de la place du monument

### Attentat du 22 octobre 2014
Le 22 octobre 2014, à 9 h 52, des coups de feu furent tirés près du cénotaphe, abattant le caporal Nathan Frank Cirillo, 24 ans, membre de la garnison Argyll & Sutherland Highlanders du Canada, des réservistes basés à Hamilton, alors que celui-ci montait la garde d'honneur devant le monument. Le suspect, Michael Zehaf-Bibeau, l'aurait atteint par balle à l'aide d'une arme de chasse avant de prendre la fuite à bord d'une Toyota Corolla, se dirigeant présumément vers le Parlement du Canada, où il sera abattu près de la bibliothèque du bâtiment central. Des manœuvres de réanimation cardio-vasculaire furent pratiquées sur le caporal Cirillo avant qu'il soit transporté par ambulance vers un hôpital où il décédera. Sa mort sera confirmée via Twitter par le ministre fédéral de la sécurité publique, Steven Blaney.

## Jour du souvenir
Chaque année, le Monument commémoratif de guerre du Canada est le lieu où le Jour du souvenir est télévisé de façon nationale chaque 11 novembre. En plus de vétérans de l'armée canadienne, le gouverneur général du Canada ainsi que le premier ministre du Canada vont rendre hommage aux soldats morts au combat. La cérémonie veut que chaque personne d'importance dépose une couronne ornementale de fleurs. En dehors du Jour du souvenir, chaque fois qu'un membre de la monarchie canadienne visite Ottawa, il dépose une couronne ornementale de fleurs au pied du monument.[réf. nécessaire]

## Garde d'honneur
Le mémorial possède une garde d'honneur de 9 h à 17 h. Cette garde a été mise sur pied à cause d'un incident où des jeunes se sont photographiés urinant sur le monument pendant le Jour du souvenir de 2006 ce qui causa un certain scandale au sein du Canada,,. Bien que la garde ne soit qu'honorifique, elle montre qu'officiellement le monument a une grande valeur pour le pays.

## Galerie d'images

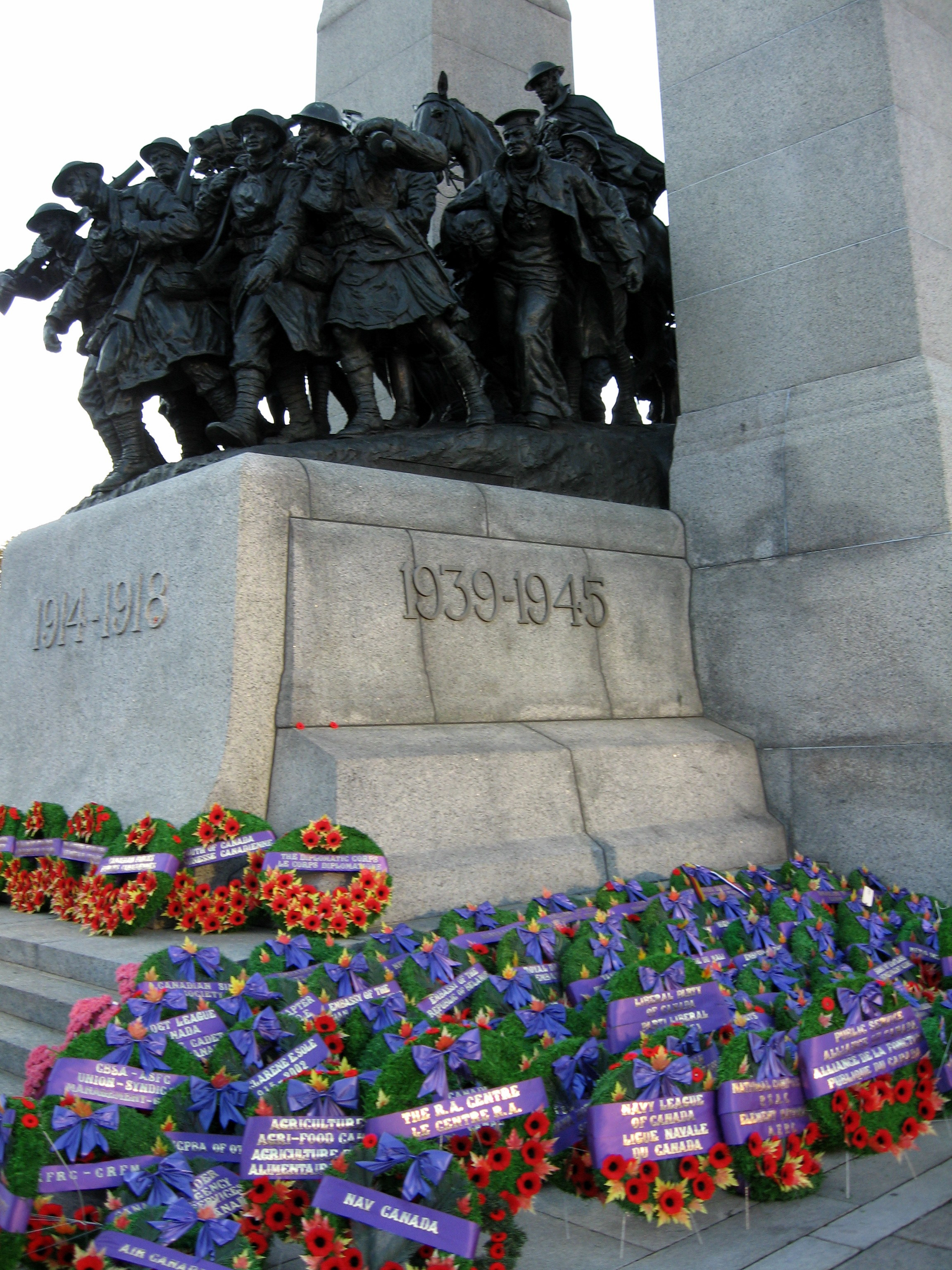
Le pied du mémorial garni de couronnes ornementales
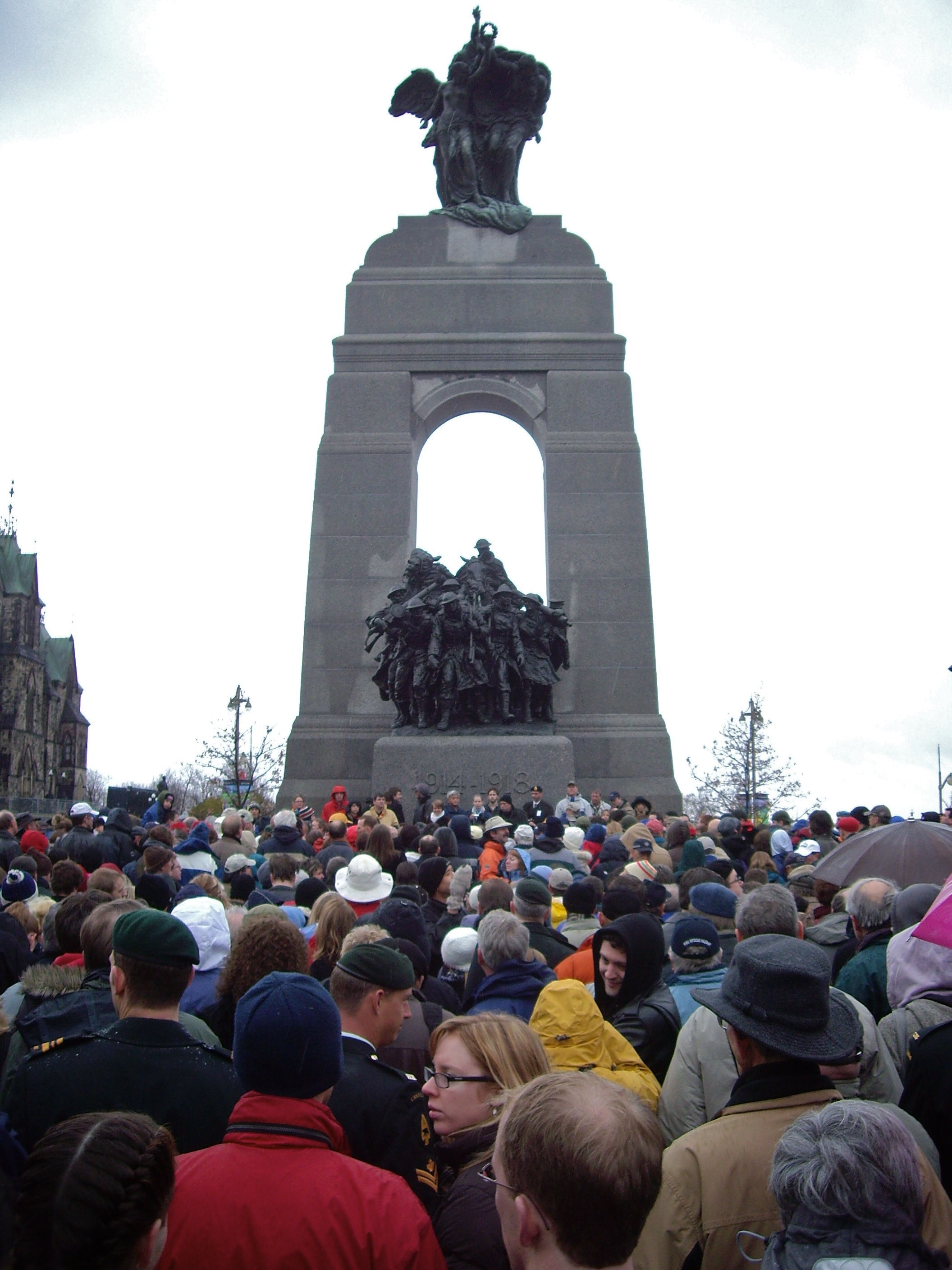
Le mémorial lors du Jour du Souvenir
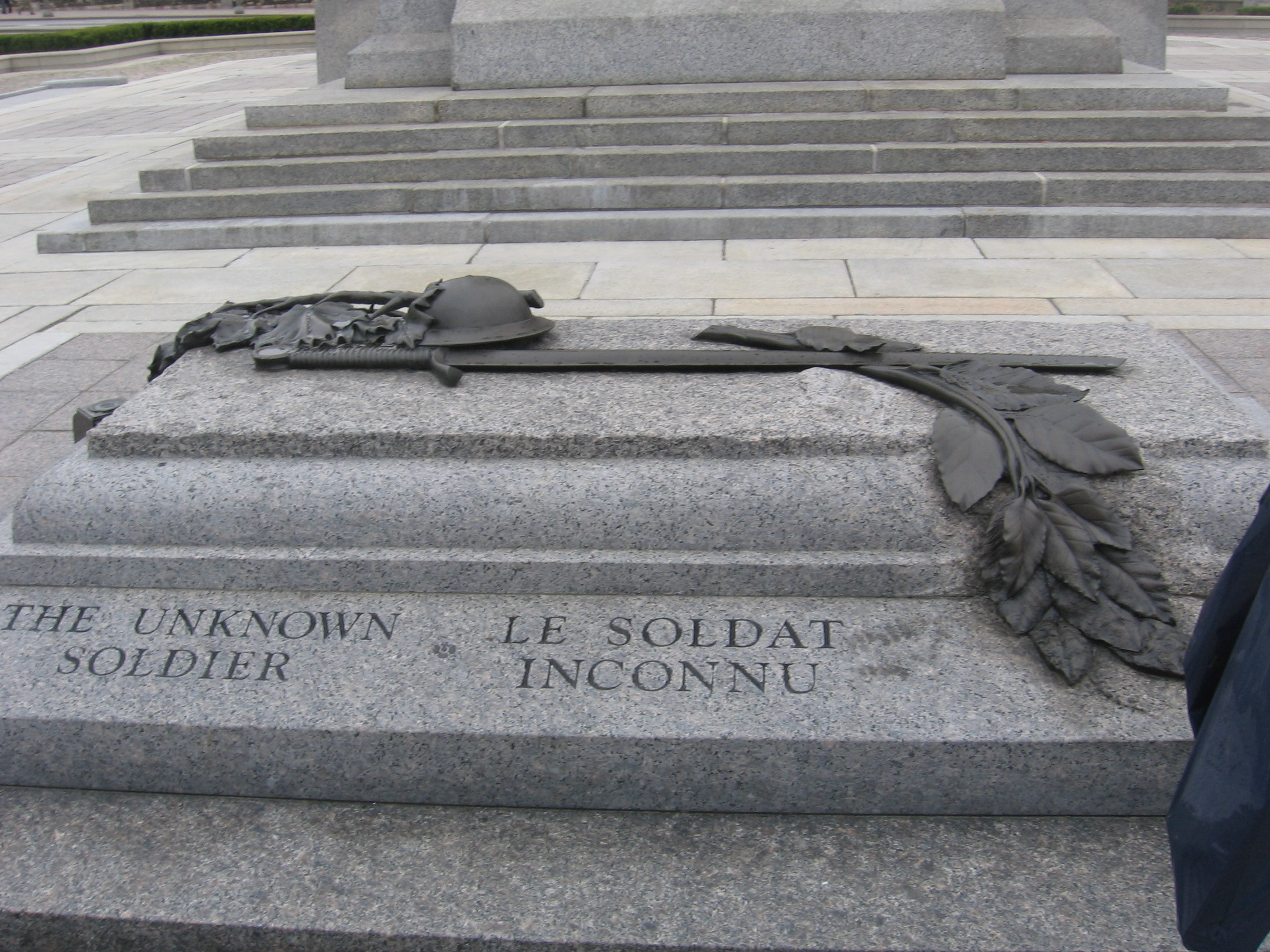
La tombe du Soldat inconnu